# Japans premiärminister

Premiärministerns emblem.

Japans premiärminister (日本国内閣総理大臣) är landets regeringschef. Premiärministern utses formellt av kejsaren: men måste ha stöd i underhuset för att kunna kvarstå i ämbetet, dvs. parlamentarism. Premiärministern, som måste vara vald till ledamot i Japans parlament, leder regeringens arbete och kan tillsätta och entlediga sina ministrar.
Premiärministerämbetet har funnits sedan den 22 december 1885, men det fick sin nuvarande utformning och grundlagsfästa befogenheter i samband med att 1947 års grundlag antogs. Premiärministern är högste befälhavare för Japans självförsvarsstyrkor.
Shigeru Ishiba är Japans nuvarande premiärminister sedan den 1 oktober 2024.

## Lista över premiärministrar

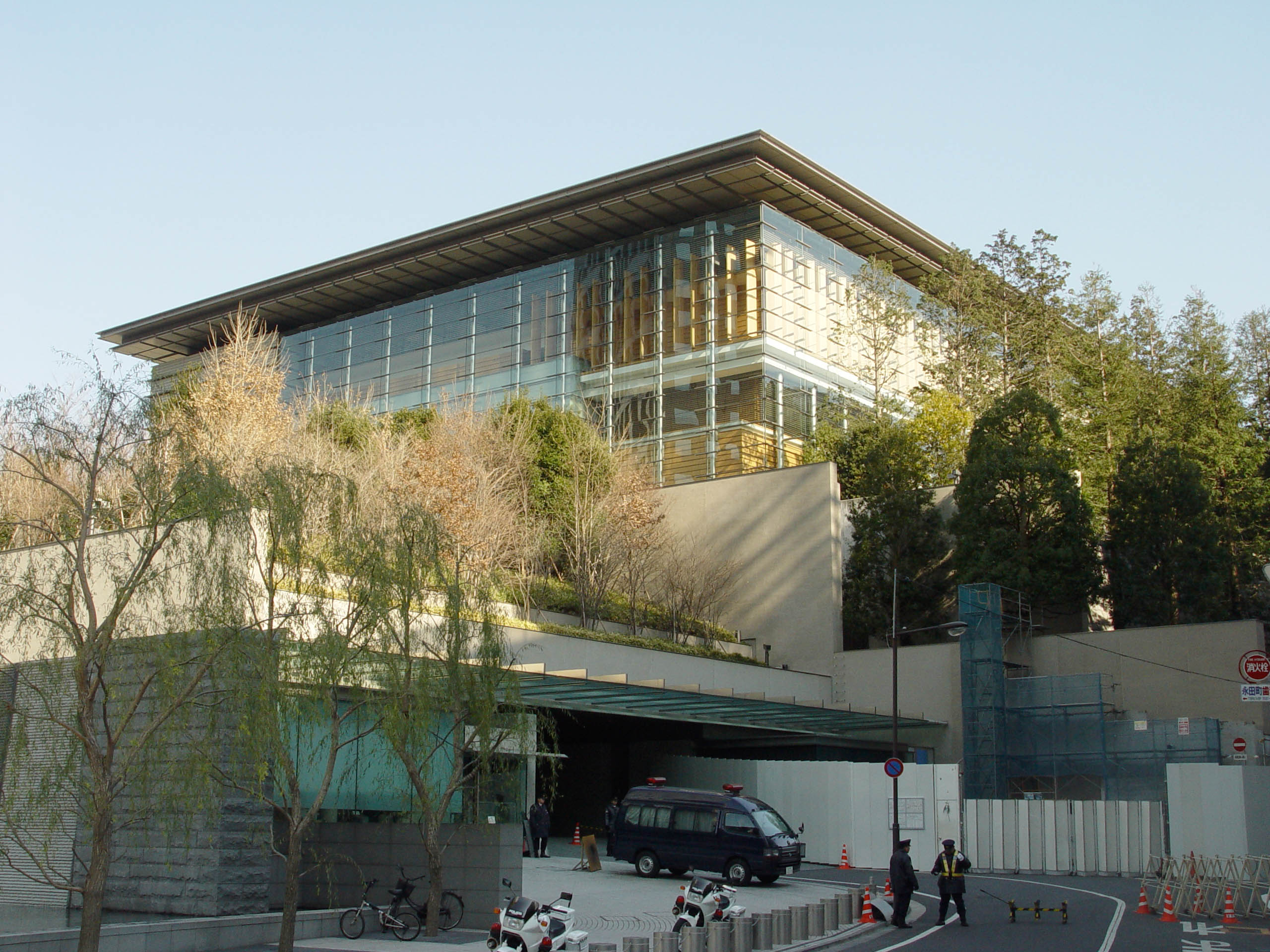
Kantei i Tokyo är premiärministerns officiella residens.

### Premiärministrar underMeiji
- 1885–88 Hirobumi Ito
- 1888–89 Kiyotaka Kuroda
- 1889–91 Aritomo Yamagata
- 1891–92 Masayoshi Matsukata
- 1892–96 Hirobumi Ito
- 1896–98 Masayoshi Matsukata
- 1898 Hirobumi Ito
- 1898 Shigenobu Okuma
- 1898–1900 Aritomo Yamagata
- 1900–01 Hirobumi Ito
- 1901–06 Taro Katsura
- 1906–08 Kinmochi Saionji
- 1908–11 Taro Katsura
- 1911–12 Kinmochi Saionji

### Premiärministrar underTaisho
- 1912–13 Taro Katsura
- 1913–14 Gonnohyoe Yamamoto
- 1914–16 Shigenobu Okuma
- 1916–18 Masatake Terauchi
- 1918–21 Takashi Hara
- 1921–22 Korekiyo Takahashi
- 1922–23 Tomosaburo Kato
- 1923–24 Gonnohyoe Yamamoto
- 1924 Keigo Kiyoura
- 1924–26 Takaaki Kato
- 1926–27 Reijiro Wakatsuki

### Premiärministrar underShowa
- 1927–29 Giichi Tanaka
- 1929–31 Osachi Hamaguchi
- 1931 Reijiro Wakatsuki
- 1931–32 Tsuyoshi Inukai
- 1932–34 Makoto Saito
- 1934–36 Keisuke Okada
- 1936–37 Koki Hirota
- 1937 Senjuro Hayashi
- 1937–39 Fumimaro Konoe
- 1939 Kiichiro Hiranuma
- 1939–40 Nobuyuki Abe
- 1940 Mitsumasa Yonai
- 1940–41 Fumimaro Konoe
- 1941–44 Hideki Tojo
- 1944–45 Kuniaki Koiso
- 1945 Kantaro Suzuki
- 1945 Prins Naruhiko Higashikuni
- 1945–46 Kijuro Shidehara
- 1946–47 Shigeru Yoshida
- 1947–48 Tetsu Katayama
- 1948 Hitoshi Ashida
- 1948–54 Shigeru Yoshida
- 1954–56 Ichiro Hatoyama
- 1956–57 Tanzan Ishibashi
- 1957–60 Nobusuke Kishi
- 1960–64 Hayato Ikeda
- 1964–72 Eisaku Sato
- 1972–74 Kakuei Tanaka
- 1974–76 Takeo Miki
- 1976–78 Takeo Fukuda
- 1978–80 Masayoshi Ohira
- 1980–82 Zenko Suzuki
- 1982–87 Yasuhiro Nakasone
- 1987–89 Noboru Takeshita
- 1989 Sosuke Uno

### Premiärministrar underAkihito
| Nr   | Premiärminister | Premiärminister                                             | Ämbetsperiod      | Ämbetsperiod                                   | Ämbetsperiod | Politiskt parti    | Ministär                                        | Vald | Vald | Ref           |
| Nr   | Porträtt | Namn                                                        | Tillträdde        | Avgick                                         | Tid          | Politiskt parti    | Ministär                                        | Und. | Öve. | Ref           |
| ---- | --- | ----------------------------------------------------------- | ----------------- | ---------------------------------------------- | ------------ | ------------------ | ----------------------------------------------- | ---- | ---- | ------------- |
| 47   | | Sōsuke Uno 宇野 宗佑 Uno Sōsuke (1922–1998)                 | 3 juni 1989       | 10 augusti 1989                                | 68           | LDP Jimintō        | 75. Uno LDP                                     | —    | 1989 | [ 2 ]         |
| 47   | Försvarsminister (1974), chef for teknologimyndigheten (1976–1977), chef för folkadministrationsmyndigheten (1979–1980), finans- och handelsminister (1983), och utrikesminister (1987–1989). Underhusledamot från 1960 till 1996.                                                                 | Sōsuke Uno 宇野 宗佑 Uno Sōsuke (1922–1998)                 |                   |                                                |              |                    |                                                 |      |      | [ 2 ]         |
| 48   | | Toshiki Kaifu 海部 俊樹 Kaifu Toshiki (1931–2022)           | 10 augusti 1989   | 28 februari 1990                               | 817          | LDP Jimintō        | 76. Kaifu I LDP                                 | —    | —    | [ 3 ]         |
| 48   | 28 februari 1990 | Toshiki Kaifu 海部 俊樹 Kaifu Toshiki (1931–2022)           | 5 november 1991   | 77. Kaifu II (Ombildning) LDP                  | 817          | LDP Jimintō        | 1990                                            | —    |      | [ 3 ]         |
| 48   | Vice kabinettssekreterare (1974–1976), utbildningsminister (1976–1977, 1985–1986). Underhusledamot från 1960 till 2009. | Toshiki Kaifu 海部 俊樹 Kaifu Toshiki (1931–2022)           |                   |                                                |              |                    |                                                 |      |      | [ 3 ]         |
| 49   | | Kiichi Miyazawa 宮澤 喜一 Miyazawa Kiichi (1919–2007)       | 5 november 1991   | 9 augusti 1993                                 | 643          | LDP Jimintō        | 78. Kiichi (Ombildning) LDP                     | —    | 1992 | [ 4 ]         |
| 49   | Ekonomi, handels- och industriminister (1962–1964, 1966–1968, 1970–1971, 1977–1978), kabinettssekreterare (1980–1982), finans (1986–1988), kommunikationsminister (1993) och jordbruksminister (1993). Överhusledamot från 1952 till 1965 och underhusledamot från 1967 till 2003.                 | Kiichi Miyazawa 宮澤 喜一 Miyazawa Kiichi (1919–2007)       |                   |                                                |              |                    |                                                 |      |      | [ 4 ]         |
| 50   | | Morihiro Hosokawa 細川 護熙 Hosokawa Morihiro (1938– )      | 9 augusti 1993    | 28 april 1994                                  | 262          | JNP Nihon Shintō   | 79. Hosokawa JNP–JSP–JRP–Komeitō–NPS–DSP–SDF    | 1993 | —    | [ 5 ]         |
| 50   | Kumamoto prefekturs guvernör (1983–1991). Överhusledamot från 1971 till 1983 och från 1992 till 1993. Underhusledamot från 1993 till 1998. | Morihiro Hosokawa 細川 護熙 Hosokawa Morihiro (1938– )      |                   |                                                |              |                    |                                                 |      |      | [ 5 ]         |
| 51   | | Tsutomu Hata 羽田 孜 Hata Tsutomu (1935–2017)               | 28 april 1994     | 30 juni 1994                                   | 63           | JRP Shinseitō      | 80. Hata JRP–JNP–JSP–SDP–SDF–Komeitō–NPS        | —    | —    | [ 6 ]         |
| 51   | Jordbruksminister (1985–1986, 1988–1989), finansminister (1991–1992), och utrikesminister. Underhusledamot från 1969 till 2012. | Tsutomu Hata 羽田 孜 Hata Tsutomu (1935–2017)               |                   |                                                |              |                    |                                                 |      |      | [ 6 ]         |
| 52   | | Tomiichi Murayama 村山 富市 Murayama Tomiichi (1924– )      | 30 juni 1994      | 11 januari 1996                                | 560          | JSP Nihon Shakaitō | 81. Murayama (Ombildning) JSP–LDP–NPS           | —    | 1995 | [ 7 ]         |
| 52   | Generalsekreterare i Japans socialistiska parti. Underhusledamot från 1972 till 2000. | Tomiichi Murayama 村山 富市 Murayama Tomiichi (1924– )      |                   |                                                |              |                    |                                                 |      |      | [ 7 ]         |
| 53   | | Ryutaro Hashimoto 橋本 龍太郎 Hashimoto Ryūtarō (1937–2006) | 11 januari 1996   | 7 november 1996                                | 931          | LDP Jimintō        | 82. Hashimoto I LDP–JSP–NPS                     | —    | —    | [ 8 ]         |
| 53   | 7 november 1996 | Ryutaro Hashimoto 橋本 龍太郎 Hashimoto Ryūtarō (1937–2006) | 30 juli 1998      | 83. Hashimoto II (Ombildning) LDP–JSP–NPS      | 931          | LDP Jimintō        | 1996                                            | —    |      | [ 8 ]         |
| 53   | Socialminister (1978–1979), transportminister (1986–1987), finansminister (1989–1991), ekonomi, handels- och industriminister (1994–1996). Underhusledamot från 1963 till 2005. | Ryutaro Hashimoto 橋本 龍太郎 Hashimoto Ryūtarō (1937–2006) |                   |                                                |              |                    |                                                 |      |      | [ 8 ]         |
| 54   | | Keizō Obuchi 小渕 恵三 Obuchi Keizō (1937–2000)             | 30 juli 1998      | 5 april 2000                                   | 615          | LDP Jimintō        | 84. Obuchi (Ombildning 1 och 2) LDP–(Lib.)–NKP) | —    | 1998 | [ 9 ]         |
| 54   | Chef över Okinawas utvecklingsmyndighet (1979–1980), samordningsminister (1979–1980), kabinettssekreterare (1987–1989), och utrikesminister (1997–1998). Underhusledamot från 1963 till 2000. Drabbades av stroke den 3 april 2000 och blev omedelbart hjärndöd. Avgick formellt den 5 april 2000. | Keizō Obuchi 小渕 恵三 Obuchi Keizō (1937–2000)             |                   |                                                |              |                    |                                                 |      |      | [ 9 ]         |
| 55   | | Yoshirō Mori 森 喜朗 Mori Yoshirō (1937– )                  | 5 april 2000      | 4 juli 2000                                    | 386          | LDP Jimintō        | 85. Mori I LDP–NKP–NCP                          | —    | —    | [ 10 ]        |
| 55   | 4 juli 2000 | Yoshirō Mori 森 喜朗 Mori Yoshirō (1937– )                  | 26 april 2001     | 86. Mori II (Ombildning 1 och 2) LDP–NKP–NCP   | 386          | LDP Jimintō        | 2000                                            | —    |      | [ 10 ]        |
| 55   | Utbildningsminister (1983–1984), ekonomi, handels- och industriminister(1992–1993), bostadsminister (1995–1996). Underhusledamot från 1969 till 2012. | Yoshirō Mori 森 喜朗 Mori Yoshirō (1937– )                  |                   |                                                |              |                    |                                                 |      |      | [ 10 ]        |
| 56   | | Junichiro Koizumi 小泉 純一郎 Koizumi Jun'ichirō (1942– )   | 26 april 2001     | 19 november 2003                               | 1979         | LDP Jimintō        | 87. Koizumi I (Ombildning 1 och 2) LDP–NKP–NCP  | —    | 2001 | [ 11 ]        |
| 56   | 19 november 2003 | Junichiro Koizumi 小泉 純一郎 Koizumi Jun'ichirō (1942– )   | 21 september 2005 | 88. Koizumi II (Ombildning) LDP–NKP            | 1979         | LDP Jimintō        | 2003                                            | 2004 |      | [ 11 ]        |
| 56   | 21 september 2005 | Junichiro Koizumi 小泉 純一郎 Koizumi Jun'ichirō (1942– )   | 26 september 2006 | 89. Koizumi III (Ombildning) LDP–NKP           | 1979         | LDP Jimintō        | 2005                                            | —    |      | [ 11 ]        |
| 56   | Vice finansminister (1979), socialminister (1988–1989, 1996-1998), kommunikationsminister (1992), och utrikesminister (2002). Underhusledamot från 1972 till 2009. | Junichiro Koizumi 小泉 純一郎 Koizumi Jun'ichirō (1942– )   |                   |                                                |              |                    |                                                 |      |      | [ 11 ]        |
| 57   | | Shinzō Abe 安倍 晋三 Abe Shinzō (1954–2022)                 | 26 september 2006 | 26 september 2007                              | 365          | LDP Jimintō        | 90. Abe S. I (Ombildning) LDP–NKP               | —    | 2007 | [ 12 ]        |
| 57   | Kabinettssekreterare (2005–2006). Underhusledamot sedan 1993. | Shinzō Abe 安倍 晋三 Abe Shinzō (1954–2022)                 |                   |                                                |              |                    |                                                 |      |      | [ 12 ]        |
| 58   | | Yasuo Fukuda 福田 康夫 Fukuda Yasuo (1936– )                | 26 september 2007 | 24 september 2008                              | 364          | LDP Jimintō        | 91. Fukuda Y. (Ombildning) LDP–NKP              | —    | —    | [ 13 ]        |
| 58   | Kabinettssekreterare (2000–2004), och socialminister (2001–2004). Underhusledamot från 1990 till 2012. | Yasuo Fukuda 福田 康夫 Fukuda Yasuo (1936– )                |                   |                                                |              |                    |                                                 |      |      | [ 13 ]        |
| 59   | | Tarō Asō 麻生 太郎 Asō Tarō (1940– )                        | 24 september 2008 | 16 september 2009                              | 357          | LDP Jimintō        | 92. Asō LDP–NKP                                 | —    | —    | [ 14 ]        |
| 59   | Generaldirektör för Ekonomiska planeringsmyndigheten (1996–1997), finansmarknadsminister (2001), kommunikationsminister (2003–2005), och utrikesminister (2005–2007). Underhusledamot sedan 1979.                                                                                                  | Tarō Asō 麻生 太郎 Asō Tarō (1940– )                        |                   |                                                |              |                    |                                                 |      |      | [ 14 ]        |
| 60   | | Yukio Hatoyama 鳩山 由紀夫 Hatoyama Yukio (1947– )          | 16 september 2009 | 8 juni 2010                                    | 265          | DPJ Minshutō       | 93. Hatoyama Y. DPJ–SDP–PNP                     | 2009 | —    | [ 15 ]        |
| 60   | Underhusledamot från 1986 till 2012. | Yukio Hatoyama 鳩山 由紀夫 Hatoyama Yukio (1947– )          |                   |                                                |              |                    |                                                 |      |      | [ 15 ]        |
| 61   | | Naoto Kan 菅 直人 Kan Naoto (1946– )                        | 8 juni 2010       | 2 september 2011                               | 451          | DPJ Minshutō       | 94. Kan (Ombildning 1 och 2) DPJ–PNP            | —    | 2010 | [ 16 ]        |
| 61   | Socialminister (1996), vice premiärminister (2009–2010), finansmarknadsminister (2009–2010), strategi- och säkerhetsminister (2009–2010), forskningsminister (2009–2010), och finansminister (2010). Underhusledamot sedan 1980.                                                                   | Naoto Kan 菅 直人 Kan Naoto (1946– )                        |                   |                                                |              |                    |                                                 |      |      | [ 16 ]        |
| 62   | | Yoshihiko Noda 野田 佳彦 Noda Yoshihiko (1957– )            | 2 september 2011  | 26 december 2012                               | 481          | DPJ Minshutō       | 95. Noda (Ombildning 1, 2 och 3) DPJ–PNP        | —    | —    | [ 17 ]        |
| 62   | Vice finansminister (2009–2010) och finansminister (2010–2011). Underhusledamot sedan 1993. | Yoshihiko Noda 野田 佳彦 Noda Yoshihiko (1957– )            |                   |                                                |              |                    |                                                 |      |      | [ 17 ]        |
| (57) | | Shinzō Abe 安倍 晋三 Abe Shinzō (1954–2022)                 | 26 december 2012  | 24 december 2014                               | 2821         | LDP Jimintō        | 96. Abe S. II (Ombildning) LDP–NKP              | 2012 | 2013 | [ 18 ] [ 19 ] |
| (57) | 24 december 2014 | Shinzō Abe 安倍 晋三 Abe Shinzō (1954–2022)                 | 1 november 2017   | 97. Abe S. III (Ombildning 1, 2 och 3) LDP–NKP | 2821         | LDP Jimintō        | 2014                                            | 2016 |      | [ 18 ] [ 19 ] |
| (57) | 1 november 2017 | Shinzō Abe 安倍 晋三 Abe Shinzō (1954–2022)                 | 16 september 2020 | 98. Abe S. IV LDP–NKP                          | 2821         | LDP Jimintō        | 2017                                            | 2019 |      | [ 18 ] [ 19 ] |
| (57) | Premiärminister (2006–2007), kabinettssekreterare (2005–2006). Underhusledamot sedan 1993. | Shinzō Abe 安倍 晋三 Abe Shinzō (1954–2022)                 |                   |                                                |              |                    |                                                 |      |      | [ 18 ] [ 19 ] |

### Premiärministrar underNaruhito
| Nr | Premiärminister                                                       | Premiärminister                               | Ämbetsperiod      | Ämbetsperiod   | Ämbetsperiod | Politiskt parti | Ministär                       | Vald | Vald | Ref    |
| Nr | Porträtt                                                              | Namn                                          | Tillträdde        | Avgick         | Tid          | Politiskt parti | Ministär                       | Und. | Öve. | Ref    |
| -- | --------------------------------------------------------------------- | --------------------------------------------- | ----------------- | -------------- | ------------ | --------------- | ------------------------------ | ---- | ---- | ------ |
| 63 |                                                                       | Yoshihide Suga 菅 義偉 Suga Yoshihide (1948–) | 16 september 2020 | 4 oktober 2021 | 1641         | LDP Jimintō     | 99. Suga LDP                   | —    | —    | [ 20 ] |
| 63 | Kommunikationsminister (2006–2007), kabinettssekreterare (2012–2020). | Yoshihide Suga 菅 義偉 Suga Yoshihide (1948–) |                   |                |              |                 |                                |      |      | [ 20 ] |
| 64 |                                                                       | Fumio Kishida 岸田 文雄 Kishida Fumio (1957–) | 4 oktober 2021    | 1 oktober 2024 | 335          | LDP Jimintō     | 100. Kishida I 101. Kishida II | 2021 | 2022 |        |
| 65 |                                                                       | Shigeru Ishiba 菅 義偉 Ishiba Shigeru (1957–) | 1 oktober 2024    | Nuvarande      | 165          | LDP Jimintō     | 102. Ishiba LDP                | —    | —    |        |
| 65 |                                                                       | Shigeru Ishiba 菅 義偉 Ishiba Shigeru (1957–) |                   |                |              |                 |                                |      |      |        |

### Fotnoter
1. ↑  ”World Statesmen”. http://www.worldstatesmen.org/Japan.htm. Läst 27 juni 2011.
2. ↑  ”第75代　宇野　宗佑 / 75th Sosuke Uno” (på Japanese). Official website of the Prime Minister of Japan. http://www.kantei.go.jp/jp/rekidai/souri/75.html. Läst 17 maj 2012.
3. ↑  ”第76•77代　海部　俊樹 / 76th/77th Toshiki Kaifu” (på Japanese). Official website of the Prime Minister of Japan. http://www.kantei.go.jp/jp/rekidai/souri/76.html. Läst 17 maj 2012.
4. ↑  ”第78代　宮澤　喜一  / 78th Kiichi Miyazawa” (på Japanese). Official website of the Prime Minister of Japan. http://www.kantei.go.jp/jp/rekidai/souri/78.html. Läst 17 maj 2012.
5. ↑  ”第79代　細川　護煕 / 79th Morihiro Hosokawa” (på Japanese). Official website of the Prime Minister of Japan. http://www.kantei.go.jp/jp/rekidai/souri/79.html. Läst 17 maj 2012.
6. ↑  ”第80代　羽田　孜 / 80th Tsutomu Hata” (på Japanese). Official website of the Prime Minister of Japan. http://www.kantei.go.jp/jp/rekidai/souri/80.html. Läst 17 maj 2012.
7. ↑  ”第81代　村山　富市 / 81st Tomiichi Murayama” (på Japanese). Official website of the Prime Minister of Japan. Arkiverad från originalet den 7 juni 2017. https://web.archive.org/web/20170607164359/http://www.kantei.go.jp/jp/murayamasouri/index.html. Läst 17 maj 2012.
8. ↑  ”第82•83代　橋本　龍太郎 / 82nd/83rd Ryutaro Hashimoto” (på Japanese). Official website of the Prime Minister of Japan. Arkiverad från originalet den 12 april 2010. https://web.archive.org/web/20100412150709/http://www.kantei.go.jp/jp/hasimotosouri/index.html. Läst 17 maj 2012.
9. ↑  ”第84代　小渕　恵三 / 84th Keizo Obuchi” (på Japanese). Official website of the Prime Minister of Japan. Arkiverad från originalet den 11 juni 2012. https://web.archive.org/web/20120611193530/http://www.kantei.go.jp/jp/obutisouri/index.html. Läst 17 maj 2012.
10. ↑  ”第85•86代　森　喜朗 / 85th/86th Yoshiro Mori” (på Japanese). Official website of the Prime Minister of Japan. Arkiverad från originalet den 11 juni 2012. https://web.archive.org/web/20120611193107/http://www.kantei.go.jp/jp/morisouri/index.html. Läst 17 maj 2012.
11. ↑  ”第87•88•89代　小泉　純一郎 / 87th/88th/89th Junichiro Koizumi” (på Japanese). Official website of the Prime Minister of Japan. Arkiverad från originalet den 11 juni 2012. https://web.archive.org/web/20120611192910/http://www.kantei.go.jp/jp/koizumisouri/index.html. Läst 17 maj 2012.
12. ↑  ”第90代　安倍　晋三 / 90th Shinzo Abe” (på Japanese). Official website of the Prime Minister of Japan. Arkiverad från originalet den 5 maj 2012. https://web.archive.org/web/20120505044316/http://www.kantei.go.jp/jp/abesouri/index.html. Läst 17 maj 2012.
13. ↑  ”第91代　福田　康夫 / 91st Yasuo Fukuda” (på Japanese). Official website of the Prime Minister of Japan. Arkiverad från originalet den 7 maj 2012. https://web.archive.org/web/20120507004050/http://www.kantei.go.jp/jp/hukudasouri/index.html. Läst 17 maj 2012.
14. ↑  ”第92代　麻生　太郎 / 92nd Tarō Asō” (på Japanese). Official website of the Prime Minister of Japan. Arkiverad från originalet den 11 juni 2012. https://web.archive.org/web/20120611195127/http://www.kantei.go.jp/jp/asosouri/index.html. Läst 17 maj 2012.
15. ↑  ”第93代　鳩山　由紀夫 / 93rd Yukio Hatoyama” (på Japanese). Official website of the Prime Minister of Japan. Arkiverad från originalet den 6 maj 2012. https://web.archive.org/web/20120506085542/http://www.kantei.go.jp/jp/hatoyamasouri/index.html. Läst 17 maj 2012.
16. ↑  ”第94代　菅 直人 / 94th Naoto Kan” (på Japanese). Official website of the Prime Minister of Japan. Arkiverad från originalet den 2 maj 2012. https://web.archive.org/web/20120502075052/http://www.kantei.go.jp/jp/kan/kansouri.html. Läst 17 maj 2012.
17. ↑  ”第95代　野田 佳彦 / 95th Yoshihiko Noda” (på Japanese). Official website of the Prime Minister of Japan. Arkiverad från originalet den 6 januari 2013. https://web.archive.org/web/20130106062153/http://www.kantei.go.jp/jp/noda/nodasouri.html. Läst 26 december 2012.
18. ↑  ”安倍　晋三　内閣総理大臣（第96代） / 96th Shinzo Abe” (på Japanese). Official website of the Prime Minister of Japan. Arkiverad från originalet den 7 november 2017. https://web.archive.org/web/20171107005422/http://www.kantei.go.jp/jp/96_abe/index.html. Läst 1 november 2017.
19. ↑  ”安倍　晋三　内閣総理大臣（第97代） / 97th Shinzo Abe” (på Japanese). Official website of the Prime Minister of Japan. Arkiverad från originalet den 7 november 2017. https://web.archive.org/web/20171107022431/http://www.kantei.go.jp/jp/97_abe/index.html. Läst 1 november 2017.
20. ↑  http://www.kantei.go.jp/jp/99_suga/meibo/daijin/suga_yoshihide.html